# Второй Воин
Второ́й Во́ин — деревня в Мценском районе Орловской области России. Входит в состав Воинского сельского поселения.

## География
Деревня находится в северной части Орловской области, в лесостепной зоне, в пределах центральной части Среднерусской возвышенности, на правом берегу реки Воинка, на расстоянии примерно 9 км (по прямой) к юго-западу от Мценска, административного центра района. Абсолютная высота — 180 м над уровнем моря. К востоку от населённого пункта проходит федеральная автотрасса М2.
Климат
Климат характеризуется как умеренно континентальный с умеренно морозной зимой и теплым, иногда жарким летом. Средняя многолетняя температура самого холодного месяца — января, составляет −9,4 °С, температура самого теплого +19 °С.
Часовой пояс
Деревня Второй Воин, как и вся Орловская область, находится в часовой зоне МСК (московское время). Смещение применяемого времени относительно UTC составляет +3:00.

## Население
| 2010 |
| ---- |
| 61   |

Половой состав
По данным Всероссийской переписи населения 2010 года, в гендерной структуре населения мужчины составляли 42,6 %, женщины — соответственно 57,4 %.
Национальный состав
Согласно результатам переписи 2002 года, в национальной структуре населения русские составляли 97 % из 61 чел.